# Mesa Airlines
Pour les articles homonymes, voir ASH.
Mesa Airlines (Code AITA : YV ; code OACI : ASH) est une compagnie aérienne américaine du groupe Mesa Air Group basée à Phoenix, en Arizona, fondée en 1980.

## Histoire

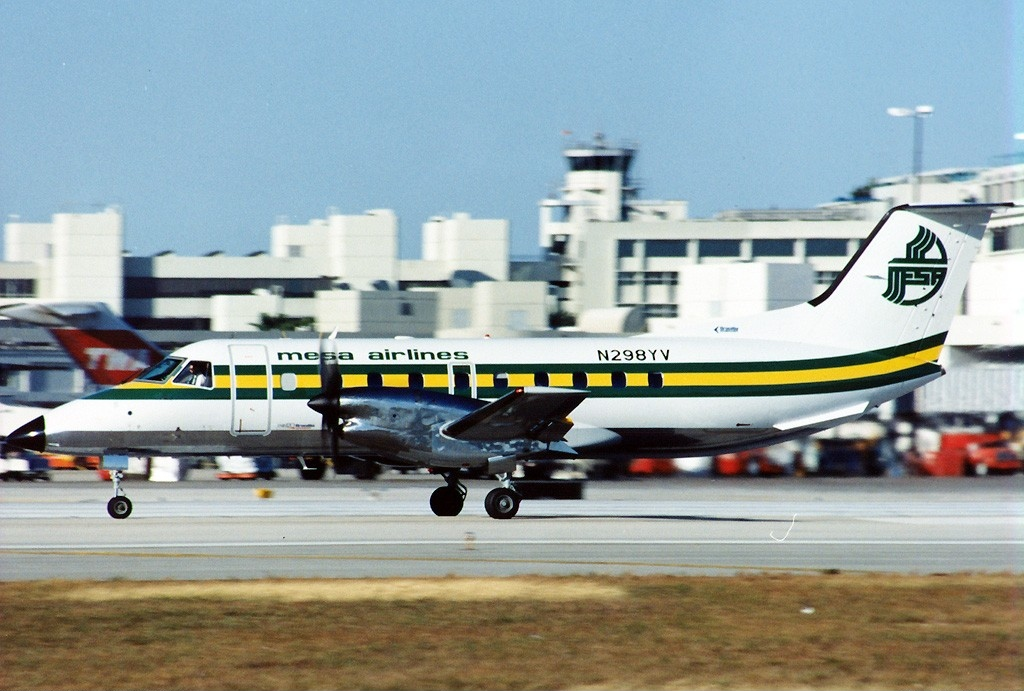
Embraer EMB-120 Brasilia de Mesa Airlines
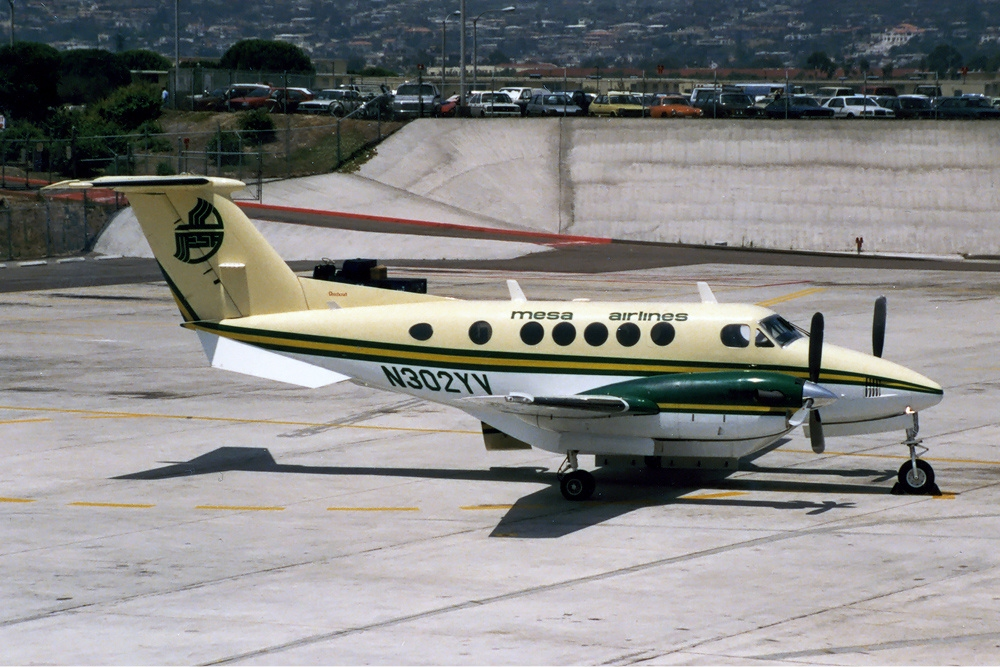
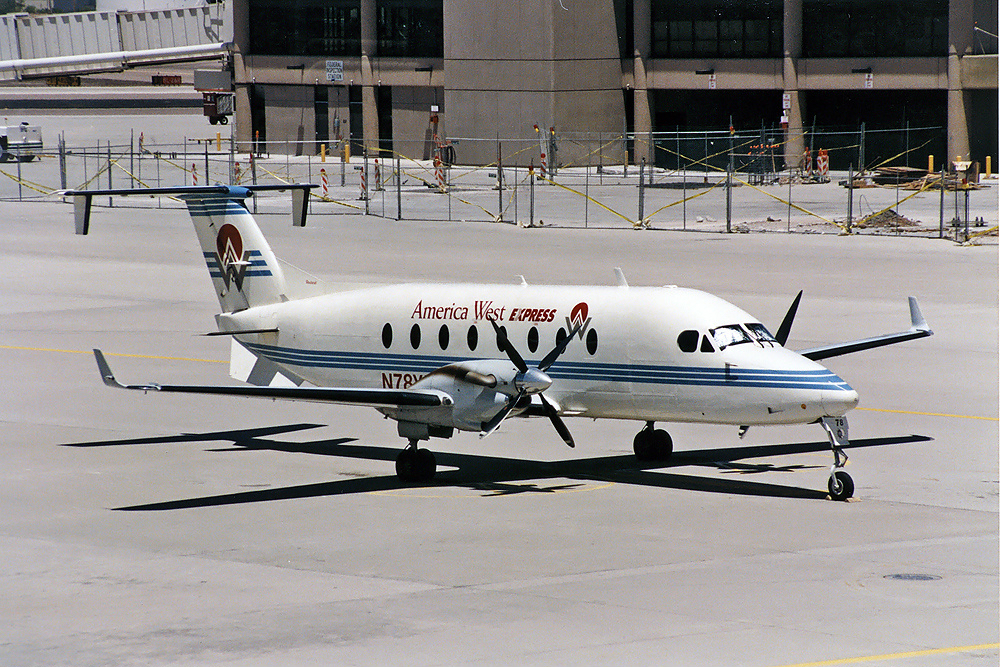

## Flotte
En décembre 2020, Mesa Airlines exploitait 157 avions. L'âge moyen de la flotte était de 10,5 ans.
| Avion             | En service | Commandes | Passagers | Passagers | Passagers | Passagers | Livrée         | Remarques |
| Avion             | En service | Commandes | F         | Y+        | Y         | Total     | Livrée         | Remarques |
| ----------------- | ---------- | --------- | --------- | --------- | --------- | --------- | -------------- | --------- |
| Boeing 737-400    | 2          | 1         | Cargo     | Cargo     | Cargo     | Cargo     | DHL Aviation   |           |
| Bombardier CRJ200 | 1          | —         | —         | —         | 50        | 50        | Mesa Airlines  |           |
| Bombardier CRJ700 | 20         | —         | 6         | 16        | 48        | 70        | United Express |           |
| Bombardier CRJ900 | 64         | —         | 9         | —         | 70        | 79        | American Eagle |           |
| Bombardier CRJ900 | 64         | —         | 9         | —         | 67        | 76        | American Eagle |           |
| Bombardier CRJ900 | 64         | —         | 12        | —         | 67        | 79        | American Eagle |           |
| Embraer 175       | 70         | 2         | 12        | 16        | 48        | 76        | United Express |           |
| Total             | 157        | 3         |           |           |           |           |                |           |

Ancienne flotte
- Beechcraft 1900C
- Beechcraft 1900D
- Beechcraft Super King Air
- Embraer EMB 120

## Galerie

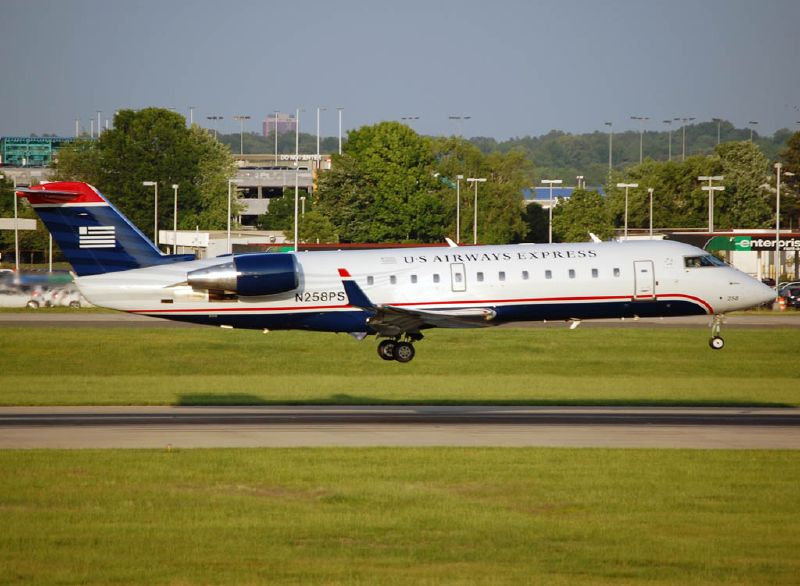
CRJ 200
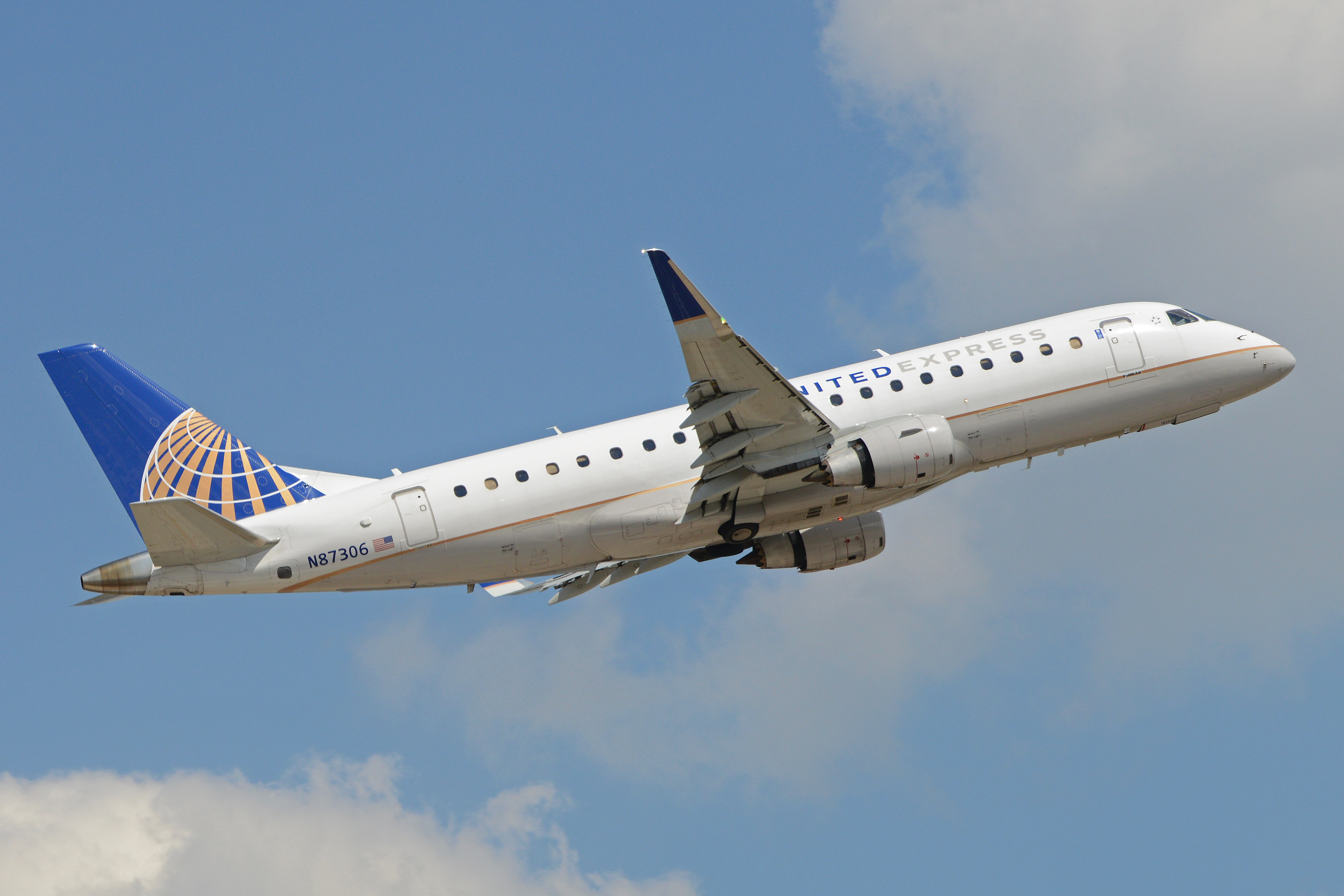
Embraer 175
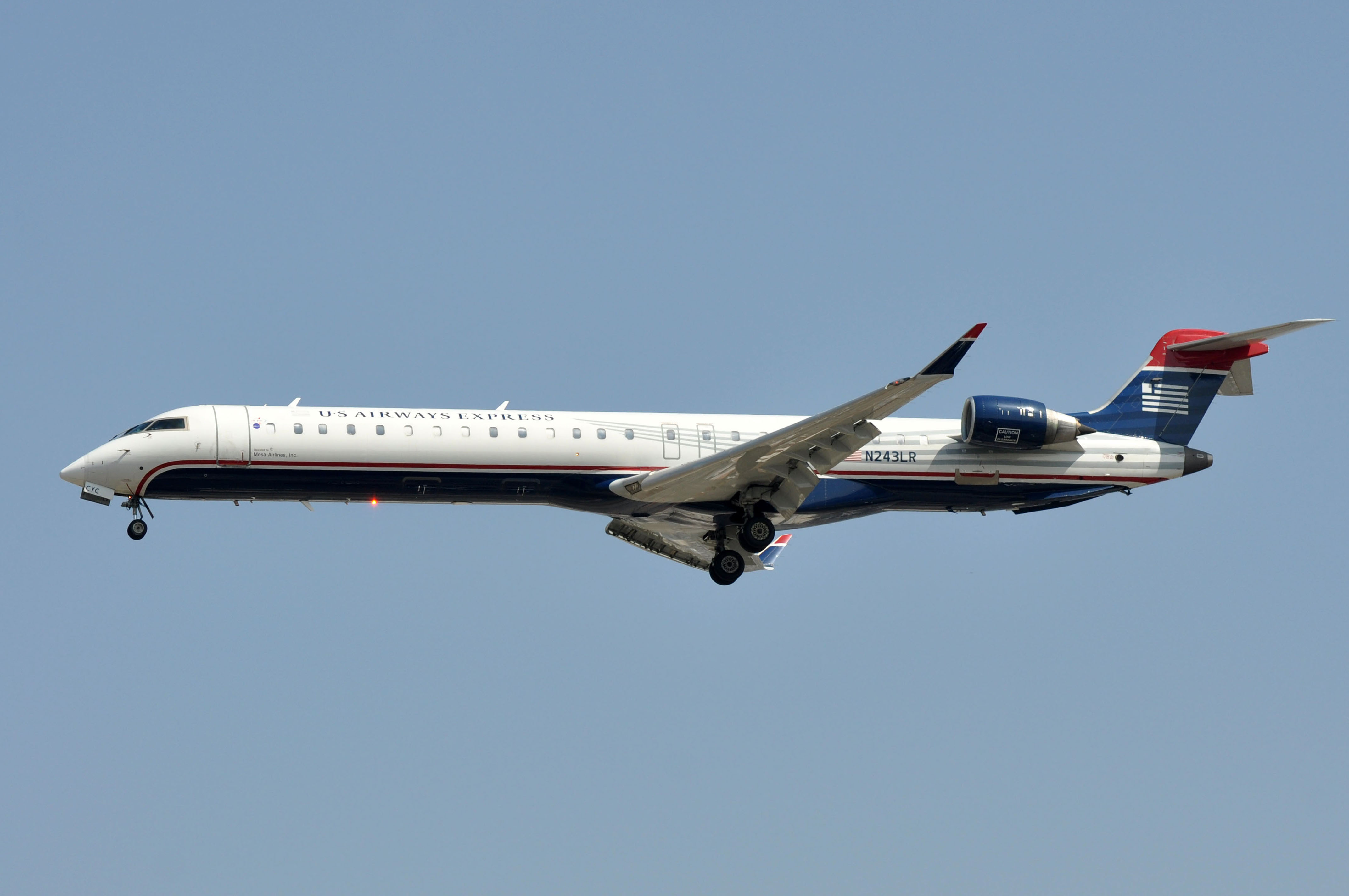
CRJ 900